# Dom Strzelecki

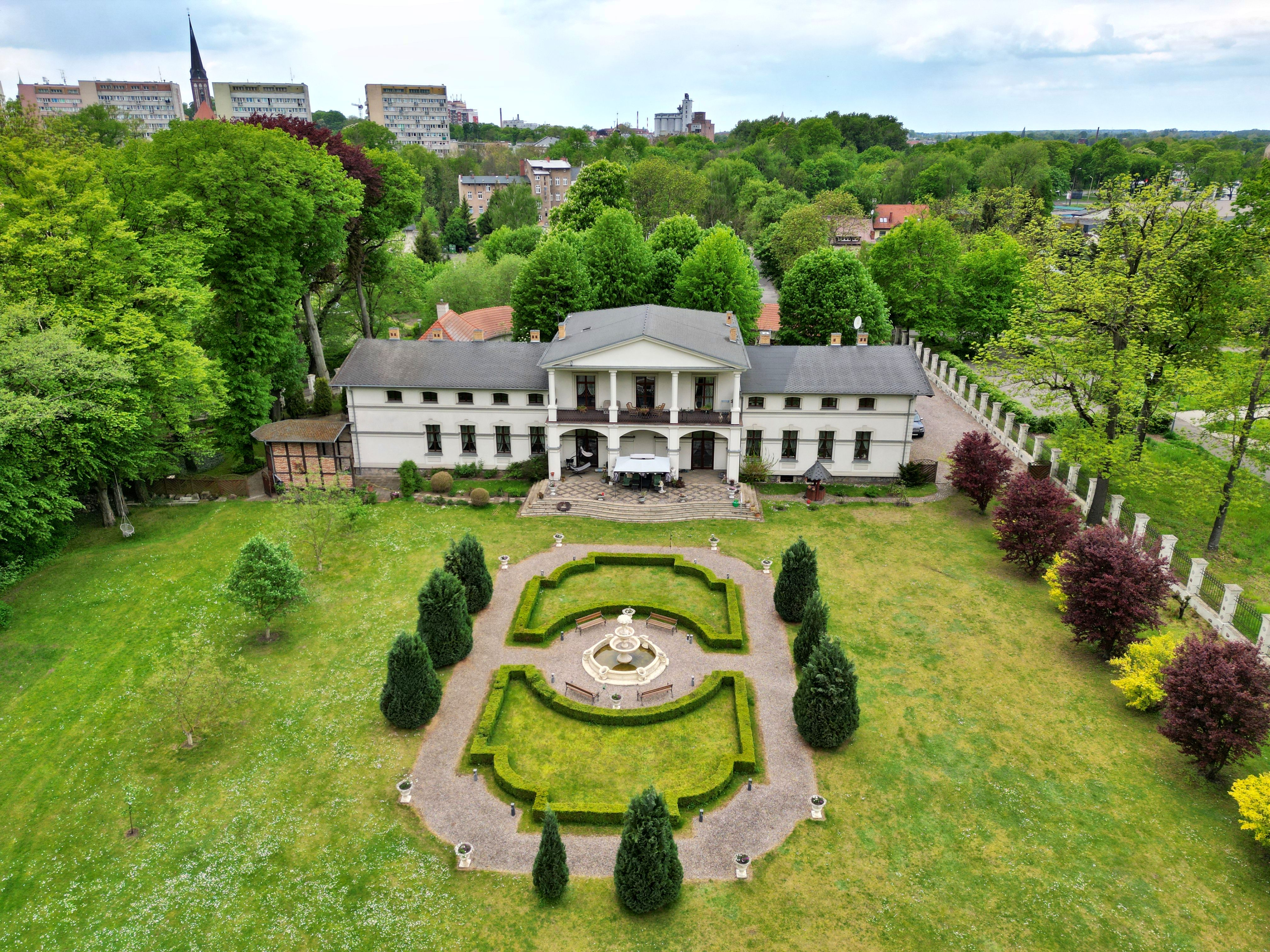
Dawny Dom Strzelecki w Stargardzie

Dom Strzelecki (niem. Schützenhaus, Pałac Panorama, d. Dom Bractwa Kurkowego) – dom położony w Stargardzie na skraju parku Panorama, przy ul. Ochronnej 9.
 Budynek wpisany jest do rejestru zabytków pod nr rej.: A-1492 z 6.11.1990

## Historia
Kompleks trzech budynków został zbudowany w 1861 roku. Największy z nich jest piętrowym budynkiem z dwoma skrzydłami. Fasadę budynku zdobi okazały ryzalit, jego część przyziemną – pięcioarkadowy portyk.
Do roku 1945 budynkiem zarządzało Bractwo Kurkowe; dom służył jego członkom za miejsce spotkań. W pobliżu kompleksu znajdowała się strzelnica, na której w 1936 roku odbyły się eliminacje strzeleckie do Igrzysk Olimpijskich w Berlinie. W czasie wojny pałac wykorzystywano jako lazaret.
Po wojnie, w roku 1958 budynki wydzierżawiono Lidze Obrony Kraju. We wschodnim skrzydle mieściła się sala kinowo-koncertowa Panorama (występowali w niej m.in.: Czerwone Gitary, Czesław Niemen). W 1970 roku, w wyniku pogarszającego się stanu konstrukcji, zawalił się dach nad salą kinową. Wkrótce zamknięto całe skrzydło budynku z kinem, a w roku 1988 zostało ono rozebrane. Po zamknięciu kina przez kilkanaście lat budynek niszczał.
Obecnie Dom Bractwa Kurkowego stanowi własność prywatną; budynek odrestaurowano – jest miejscem bali i bankietów.